# Provincia León
León, (Llión) este o provincie în Spania, în comunitatea autonomă Castilia și León. Capitala sa este León.

Diviziunile Provinciei León